# Vincenzo Visco
Vincenzo Alfonso Visco (Foggia, 18 marzo 1942) è un economista e politico italiano.
È stato ministro delle finanze dal 29 aprile 1993 al 4 maggio 1993 nel governo Ciampi e dal 18 maggio 1996 al 26 aprile 2000 nei governi Prodi I, D'Alema I e D'Alema II, ministro del tesoro, del bilancio e della programmazione economica dal 26 aprile 2000 all'11 giugno 2001 nel governo Amato II e viceministro dell'economia e delle finanze con delega alle finanze dal 2006 al 2008 nel governo Prodi II.

## Carriera accademica
Nato a Foggia, ma residente a Roma, coniugato e con due figli, dopo la laurea in giurisprudenza all'Università di Roma "La Sapienza", nel 1966, prosegue gli studi presso l'Istituto di Economia e Finanza dell'Ateneo romano e poi, l'anno successivo, presso l'Università della California a Berkeley (USA). Vincitore di una borsa Stringher alla Banca d'Italia nel 1968, compie un periodo di perfezionamento nel Regno Unito presso l'Università di York. Lasciata la Banca nel 1969, inizia la carriera accademica come assistente alla cattedra di Scienza delle Finanze retta da Cesare Cosciani. Dal 1973 è professore incaricato della stessa disciplina all'Università di Pisa, dove assume la titolarità della cattedra nel 1980. Docente all'Università LUISS di Roma dal 1988 al 2001. Dal 2001 è ordinario di Scienza delle finanze all'Università La Sapienza di Roma.
Dal 1982 è socio della Società italiana degli economisti. Collaboratore di numerosi quotidiani e riviste, è autore di molti saggi sui temi della finanza pubblica, in particolare sull'imposizione fiscale. Dal 2001 è presidente del Centro studi NENS, Nuova Economia Nuova Società, di cui è uno dei fondatori. Nel 2004 viene insignito del dottorato ad honorem presso l'Università di York.

## Carriera politica
All'attività accademica affianca presto l'impegno istituzionale e successivamente quello politico.
Ha collaborato con i ministri Bruno Visentini, Franco Maria Malfatti, Filippo Maria Pandolfi e poi Franco Reviglio (PSI; 1979-81), tra il 1981 e il 1982 ha fatto parte del gabinetto tecnico del Ministro del tesoro Beniamino Andreatta (DC). Continuò per alcuni mesi nello stesso incarico anche il successore di Andreatta al Tesoro, Giovanni Goria (DC).
In Parlamento - dove è rimasto per 25 anni e 7 legislature, eletto, oltre che a Venezia, a Bologna, a Roma, a Perugia, a Reggio Emilia e a Milano - entrò nel 1983 come indipendente di sinistra (nelle liste del PCI) nel collegio Venezia-Treviso fu rieletto nel 1987 nello stesso collegio; fu componente della Commissione Finanze e Tesoro. È stato ministro delle Finanze nel governo ombra del Partito Comunista Italiano di Achille Occhetto. Sostenne la svolta della Bolognina che trasformò il PCI in Partito Democratico della Sinistra; con la nuova formazione politica Visco fu eletto senatore nel 1992. Nel 1992 diviene membro della Direzione e coordinatore delle politiche economiche del PDS.
Nominato nel 1993 ministro delle Finanze durante il governo Ciampi, Visco si dimise (con tutti gli altri ministri semi-tecnici di sinistra) dopo quattro giorni per protesta contro il voto contrario della Camera sull'autorizzazione a procedere nei confronti di Bettino Craxi.

Nel 1994 e nel 1996 preferì rioccupare il suo seggio alla Camera dei deputati, di cui fu anche vicepresidente della Commissione Finanze e Tesoro in due circostanze. Dal 1994 al 1996 fa parte della Commissione di Vigilanza sull'Anagrafe Tributaria. Fu fra i sostenitori della nascita dell'Ulivo, nonché uno dei principali collaboratori governativi di Romano Prodi nella sua attività.

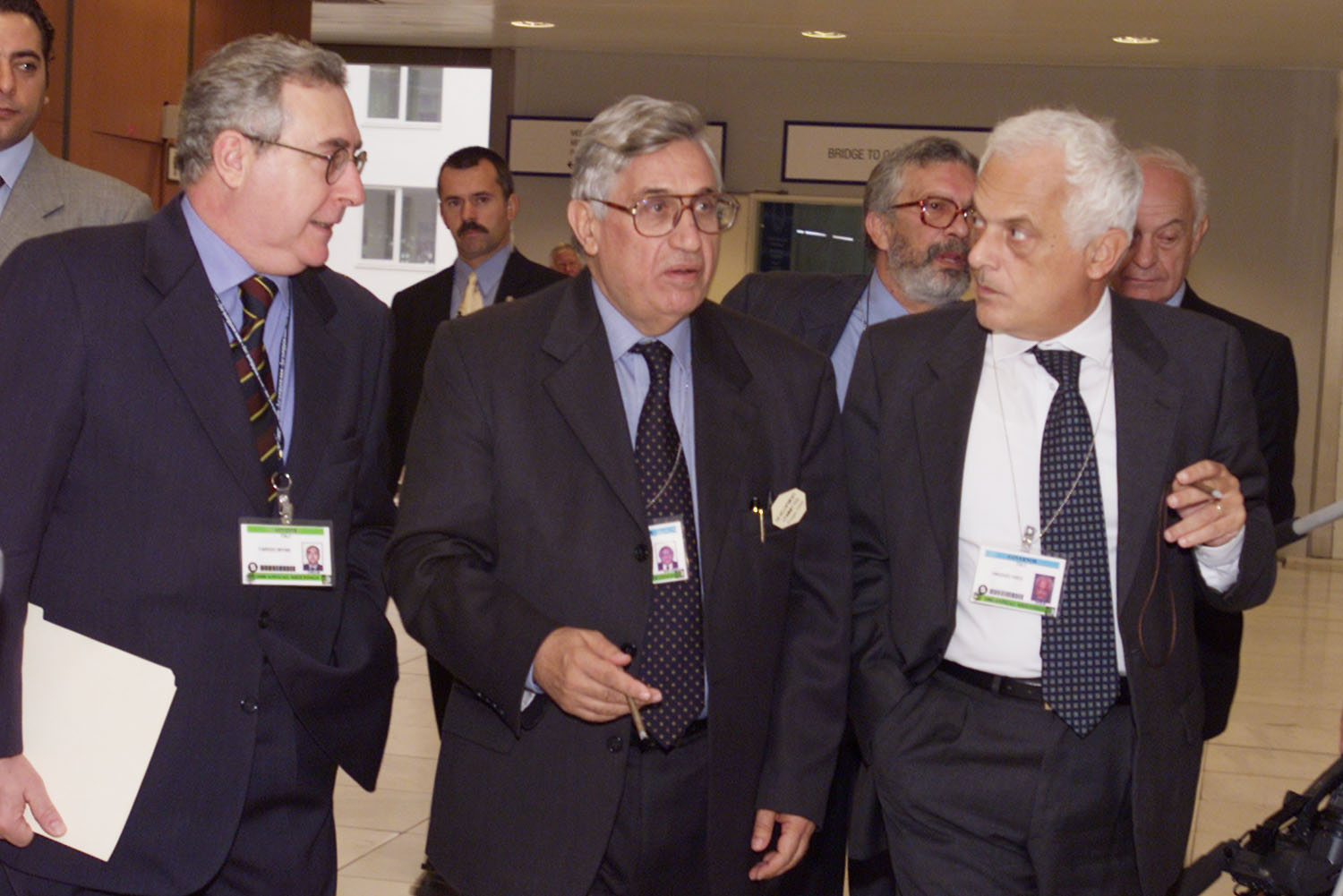
Visco (a destra) con Antonio Fazio (al centro) nel settembre 2000, alla conferenza di Praga dell'FMI.

Dal maggio 1996 all'ottobre 1998 è Ministro delle finanze nel Governo Prodi I. Successivamente viene riconfermato in tale incarico nei due Governi presieduti da Massimo D'Alema (dall'ottobre 1998 all'aprile 2000). Nel governo Amato II, fino al giugno 2001, è Ministro del tesoro, del bilancio e della programmazione economica.
Nella XIV legislatura è membro della Commissione permanente Bilancio, Tesoro e Programmazione della Camera dei Deputati.
Nella XV è viceministro nel Ministero dell'economia e delle finanze guidato da Tommaso Padoa-Schioppa, che gli affida la delega, tra l'altro, alla Guardia di Finanza, al Dipartimento delle finanze e alle Agenzie Fiscali (in pratica, gli sono delegate tutte le funzioni che erano dell'autonomo ministro delle Finanze prima della fusione dei ministeri). Con lo scioglimento dei DS, dal 2007 aderisce al Partito Democratico. Alle elezioni politiche del 2008 decide di non ricandidarsi per lasciare spazio alle nuove generazioni.

## Operato di governo
Durante il primo governo Prodi e il governo D'Alema (1996-1999) Visco fu ministro delle Finanze e varò una complessa riforma fiscale che eliminò numerose imposte (fra cui la patrimoniale sulle imprese) e tutti i contributi sanitari, introdusse l'Irap, sistemò il sistema sanzionatorio, modificò profondamente riscossione introducendo il modello di dichiarazione Unico che permise il taglio drastico degli adempimenti e consentì la compensazione fra debiti e crediti di imposta, procedette ad una radicale riorganizzazione dell'amministrazione finanziaria, istituendo le agenzie fiscali (Entrate, Dogane, Territorio e Demanio), rese autonoma l'Amministrazione dei Monopoli di Stato riuscendo anche a varare la normativa che permise la privatizzazione della produzione di sigari e sigarette.
Contestualmente, Visco condusse una forte campagna contro l'evasione fiscale che, se da un lato consentì per la prima volta il recupero di quote significative di imposte occultate, dall'altro gli costò l'ostilità di alcune categorie di contribuenti abituate ad utilizzare la tradizionale tolleranza, nonché di loro referenti politici. Venne diffuso uno slogan (coniato, sembra, da Giulio Tremonti) che definiva Visco come un Dracula preposto all'Avis (l'associazione per i donatori di sangue). Nei fatti, l'ingresso dell'Italia nell'euro fu possibile grazie alla drastica riduzione del disavanzo pubblico, portato sotto la soglia prescritta del 3 per cento (fu del 2,7) grazie anche ad un recupero di evasione fiscale pari a 0,5 punti di PIL in assenza del quale il disavanzo sarebbe stato del 3,2 per cento. Il recupero di gettito evaso continuò negli anni successivi consentendo, tra l'altro, la restituzione del 60 per cento della cosiddetta "Eurotassa", pagata dai contribuenti nel 1996.
Dall'aprile 2000 al giugno 2001, Visco ebbe l'incarico di Ministro del tesoro, del bilancio e della programmazione economica. In quel periodo l'Italia ottenne dalla Commissione europea il via libera all'introduzione di un credito di imposta per i nuovi investimenti (la cosiddetta "Visco Sud"), furono portate avanti importanti privatizzazioni che segnarono la definitiva separazione tra fondazioni bancarie e banche (fu in quel contesto che si rese necessario il commissariamento del Monte dei Paschi, resistente ad accogliere le nuove regole), sancirono lo scioglimento definitivo dell'IRI, avviarono la privatizzazione dell'Eti, permisero la collocazione sul mercato - con significativo gettito per lo Stato - di un'ulteriore tranche dell'Eni, trasferirono dalla proprietà pubblica a quella privata gli Aeroporti di Roma. A Visco si deve anche l'avvio delle riforme del diritto societario e del diritto fallimentare, che furono poi stravolte ("falso in bilancio") o rinviate dal successivo governo Berlusconi. Sul versante internazionale, l'Italia ebbe in quel periodo il suo turno di presidenza del G7 e in quella sede propose un piano di aiuti internazionali ai Paesi in via di sviluppo ("Beyond debt relief") mirato ad andare oltre la remissione del debito e finalizzato a creare un fondo per la lotta contro le malattie e l'incremento dell'istruzione. Il piano ebbe un rilevante successo internazionale, anche se successivamente ne venne resa operativa solo una parte.
La politica fiscale del governo Prodi II, in cui Visco era sottosegretario alle Finanze, ha visto un rilevante incremento dei poteri dell'Amministrazione delle entrate nel garantire la tracciabilità di operazioni economiche e commerciali che prima sfuggivano al sistema impositivo. Tornato al governo nel 2006, Visco riprese la sua azione di contrasto all'evasione fiscale, ottenendo in poco tempo risultati molto tangibili, che contribuirono alla riduzione del disavanzo e del debito pubblico verificatesi nei due anni di governo del centrosinistra.
L'immagine di Vincenzo Visco è così rimasta legata alla sua attività contro l'evasione fiscale, e per questo motivo è stata molto apprezzata da alcuni ma temuta e contestata da altri. Alcune delle misure antievasione varate da Visco - in particolare sulla tracciabilità delle operazioni finanziarie -, abolite con impeto dal governo Berlusconi - Tremonti, furono poi da quello stesso governo in parte recuperate e reintrodotte per la loro manifesta utilità nel contrastare l'erosione del gettito tributario. Altre misure introdotte da Visco e abrogate dal governo Berlusconi sono state poi reintrodotte dal governo Monti.

## Controversie

### Caso Visco-Speciale
La vicenda risale al maggio del 2007 quando la procura di Roma aprì un fascicolo sulle presunte pressioni che sarebbero state esercitate dal viceministro Visco nei confronti dell'allora comandante della Guardia di Finanza Roberto Speciale per costringerlo a trasferire alcuni ufficiali delle sedi milanesi della Guardia di Finanza. Secondo una notizia Ansa, poi smentita dallo stesso Comando della GdF, quegli ufficiali indagavano sulla scalata di Unipol a BNL. «Se non avessi ottemperato a queste direttive, erano chiare le conseguenze cui sarei andato incontro» disse Speciale ai giudici. Il 22 maggio 2007 il quotidiano Il Giornale ha pubblicato un articolo nel quale riporta un verbale di interrogatorio in cui il comandante della Guardia di Finanza generale Roberto Speciale afferma di aver subito ripetute pressioni e minacce da parte di Visco. Da questi fatti scoppiò il cosiddetto caso Visco-Speciale.
A seguito delle veementi proteste dell'opposizione di centrodestra e delle critiche anche dell'Italia dei Valori, parte della stessa maggioranza (che rischiavano di sfociare in un voto di sfiducia al Senato), Visco ha rimesso al ministro Tommaso Padoa-Schioppa la delega relativa alla direzione della Guardia di Finanza, in attesa che venisse fatta piena luce sulla vicenda. È il 1º giugno 2007. 
Lo stesso giorno, il Consiglio dei ministri in seduta straordinaria approva la revoca dell'incarico di comandante della GdF a Roberto Speciale e l'attribuisce a Cosimo D'Arrigo. In mattinata il gen. Speciale aveva chiesto l'intervento del Presidente della Repubblica Giorgio Napolitano, ma il presidente in una nota ha ribattuto che «si tratta di decisioni prese dal governo nella sfera delle sue esclusive competenze e attribuzioni».
Nei giorni successivi, il quotidiano La Repubblica fa emergere, attraverso inchieste giornalistiche, una condotta alquanto dubbia del comandante generale dei finanzieri: questa ha incluso l'uso dell'elicottero di servizio per ragioni di diletto privato e l'elevato numero di encomi e promozioni di ufficiali "a lui vicini", l'organizzazione di feste «faraoniche» con i fondi della Finanza. Lo stesso Visco denunciò ai pubblici ministeri questi fatti il 28 giugno 2007, anche se la notizia di questo si venne a sapere solo a distanza di mesi.
Il 6 giugno il ministro dell'Economia, Padoa Schioppa, è chiamato a relazionare in Senato sulla questione: in rappresentanza del governo, il ministro ha mosso gravi accuse contro la gestione del generale Speciale alla GdF, definita «sleale e personalistica», nonché di ostilità nei confronti di Visco e «discrasia permanente» tra il generale ed il Governo della Repubblica. Padoa Schioppa ha anche affermato che gli ufficiali da trasferire non indagavano sulla scalata di Unipol a BNL. Oltre a pronunciare la citata relazione nell'aula del Senato, il ministro ha depositato una relazione dettagliata sulla vicenda in cui viene illustrata con precisi riferimenti fattuali la condotta disdicevole del Generale Speciale sia nella contrapposizione verso il viceministro Visco sia nella gestione del suo ruolo di comandante.
Il 19 settembre la procura di Roma ha comunicato di aver chiesto al GIP di archiviare l'indagine avviata a carico del viceministro per abuso di ufficio e minacce nei confronti del generale Speciale. Nella richiesta - firmata dal procuratore della repubblica Giovanni Ferrara e dal pm Angelantonio Racanelli - si afferma che la condotta di Visco, pur essendo risultata discutibile ed illegittima, non avrebbe i caratteri del dolo di danno («Un comportamento illegittimo, ma non illecito»).
Nel mese di ottobre, la Procura militare di Roma aprì un fascicolo d'indagine sui comportamenti del gen. Speciale quando era a capo della GdF.
Il 7 novembre il TAR del Lazio ha accolto il ricorso presentato da Speciale, volto ad ottenere in sede civile un risarcimento di 5 milioni di euro, ed ha annullato il provvedimento col quale il governo ne dispose la rimozione dalle funzioni. Il gen. Speciale è reintegrato nell'incarico il 15 dicembre, ma si dimette subito dopo, facendo così tornare D'Arrigo al comando del corpo.
Il 20 dicembre 2007 il GIP di Roma ha respinto la richiesta di archiviazione della posizione di Visco, disponendo contestualmente un supplemento d'indagine di 90 giorni.
Il 10 marzo 2008 il caso Visco-Speciale si chiude: ai primi di gennaio, non essendoci nessun nuovo elemento e non ritenendo quindi di dover richiedere il rinvio a giudizio del viceministro Visco, la Procura di Roma aveva reiterato la richiesta di archiviazione del fascicolo. Restano quindi ferme le conclusioni della prima inchiesta, che aveva individuato comportamenti «illegittimi» ma non penalmente rilevanti.
Il 6 aprile 2008 la Procura di Roma ha chiesto e ottenuto l'archiviazione anche della posizione del ministro Padoa-Schioppa, che era stato querelato dal gen. Speciale per le dichiarazioni espresse in Senato: il pubblico ministero ha reputato che le dichiarazioni rese dal ministro nell'aula parlamentare non possano essergli imputabili poiché il Senato è «il luogo più alto dove si svolge il dibattito politico e in quella sede deve ritenersi ampia la dimensione del diritto di critica politica»; inoltre, il pm ha ravvisato il nucleo essenziale delle dichiarazioni è stato ricavato dalla documentazione messa a disposizione dagli uffici del ministro, e quindi non può dirsi infondato.
Resta in sospeso la procedura giudiziaria della Procura militare di Roma sul comportamento del gen. Speciale conclusa nel maggio 2010 con la sua condanna per peculato e alla rimozione dal grado, ma riaperta nel maggio 2011 dalla Corte di cassazione che ha rinviato il giudizio alla Procura ordinaria.
Con le elezioni politiche del 2008, il gen. Speciale è stato eletto deputato per Alleanza Nazionale, nelle file del Popolo della Libertà. La sua candidatura non è stata riproposta nelle elezioni politiche del 2013.

### Caso dei "redditi online"
Il 29 aprile 2008, sotto la responsabilità politica del viceministro Visco e quella amministrativa del direttore generale Massimo Romano, l'Agenzia delle Entrate mise a disposizione del pubblico, sul suo sito Internet, gli elenchi di cui all'articolo 69, comma 6, del decreto del Presidente della Repubblica 29 settembre 1973, n. 600: si tratta dell'imponibile lordo, del nome e cognome di tutti i contribuenti, come risultanti da tutte le dichiarazioni dei redditi delle persone fisiche del 2005.
Gli elenchi, a disposizione in modo puntiforme su supporto cartaceo in ogni sede comunale in riferimento ai residenti nel comune, erano stati dichiarati non assoggettati a modalità particolari di riservatezza da due decisioni dell'autorità a tutela della privacy, la prima nel 2001 e la seconda nel 2003. Ma la scelta di renderli accessibili in modo agevole e globale, nella forma della rete informatica, immediatamente produsse un picco di accessi (e conseguenti scaricamenti sui personal computer di moltissimi utenti), inducendo il Garante della privacy ad intervenire, lamentando la mancata informativa preventiva ed imponendo l'immediata cessazione della misura adottata.
Dopo pochi minuti l'Agenzia fece dietrofront spiegando: "a causa dell'elevato numero di accessi al sito dell'Agenzia e al fine di fornire ulteriori delucidazioni al Garante per la protezione dei dati personali è sospesa la disponibilità degli elenchi nella sezione uffici dell'Agenzia delle Entrate territorialmente competenti del sito internet www.agenziaentrate.gov.it". Da allora la misura - autorizzata dal direttore Romano sin da fine di marzo 2008 - non è stata più ripresa.
Il viceministro dell'Economia Vincenzo Visco, già in fase di ordinaria amministrazione per la sconfitta elettorale della sua coalizione, dichiarò: "È un fatto di trasparenza, di democrazia, non vedo problemi: c'è in tutto il mondo, basta vedere qualsiasi telefilm americano. Era già pronto per gennaio, ma per evitare le polemiche in campagna elettorale ho chiesto di pubblicarle più tardi".

### Condanna per irregolarità edilizia
Nel 2001 Visco venne condannato in via definitiva per aver allestito un box di copertura del serbatoio di gas installato nel giardino della sua abitazione di Pantelleria, disponendo del permesso del Comune ma non di quello della sovrintendenza. La Procura aveva chiesto l'assoluzione a causa della contraddittorietà delle norme di riferimento che avevano indotto in errore il tecnico che dirigeva i lavori.

## Dopo il 2008
Uscito dal Parlamento, Visco ha ripreso l'attività didattica all'Università di Roma e ha continuato a presiedere il NENS (Nuova Economia Nuova Società), centro studi fondato nel 2001, senza mai interrompere la sua attività politica e pubblicistica.